# Jan & Dean
Jan & Dean è stato un duo musicale formatosi nel 1958.
I membri erano William Jan Berry (3 aprile 1941 – 26 marzo 2004) e Dean Ormsby Torrence (10 marzo 1940).
Il loro stile musicale apparteneva alla "surf music", genere che fu ripreso e reso popolare in seguito dai Beach Boys.

## Storia
Jan e Dean erano compagni di scuola negli anni ‘50 alla Emerson Junior High School di Los Angeles e divennero presto amici.
l duo, nato in California, era inizialmente noto come Jan & Arnie, poiché Dean Torrence, nel 1958, stava prestando servizio nell'esercito statunitense ed era quindi sostituito da Arnie Ginsburg. In questo periodo Jan e Arnie avevano pubblicato alcuni singoli ottenendo un discreto successo commerciale. Nello stesso periodo il duo era talvolta affiancato da Bruce Johsnton, che in seguito diventerà membro dei Beach Boys.
Il periodo di massimo splendore fu nel biennio 1963-1964 dopo l'incontro del duo con Brian Wilson dei Beach Boys. Tra il 1958 ed il 1966, Jan & Dean pubblicarono ben 24 singoli che si classificarono nella Top 100 delle classifiche statunitensi, mentre furono 10 gli album che entrarono nelle classifiche nazionali.
Il brano più famoso del gruppo è Surf City, scritto con l’aiuto di Brian Wilson, che diventò il brano simbolo della surf music, essendo il primo brano di tale genere a raggiungere il primo posto delle classifiche americane (nel luglio del 1963).
Altri successi da ricordare sono “The Little Old Lady from Pasadena” (posizione numero 3, 1964) e Drag City (posizione numero 10, 1964).
Il 12 aprile 1966, Berry subì un grave incidente automobilistico a Beverly Hills, in California. Berry si riprese da danni cerebrali e da una paralisi parziale, ma rimase in coma diverso tempo. In assenza di Berry, Torrence pubblicò diversi singoli e l’album Save for a Rainy Day, datato 1966. Nel 1968 il gruppo si sciolse per un breve periodo.
Berry e Torrence, a partire dal 1976, hanno proseguito la loro carriera concertistica e discografica fino al 2004, anno della morte di Berry avvenuto a seguito di un infarto. Dopo la morte di Berry, Torrence ha continuato a fare tournée occasionali da solo e con il gruppo “Surf City All-Stars”. Grazie anche al suo contributo, Huntington Beach in California è riconosciuta ufficialmente come "Surf City of USA” (città del surf, richiamando anche il brano che rese famoso il duo). Attualmente Torrence risiede proprio ad Huntington con la moglie e due figlie.

## Discografia

### Album in studio
| Anno                                                          | Titolo                                                | Classifiche  |
| Anno                                                          | Titolo                                                | US Billboard |
| ------------------------------------------------------------- | ----------------------------------------------------- | ------------ |
| 1960                                                          | The Jan & Dean Sound                                  | —            |
| 1963                                                          | Jan & Dean Take Linda Surfin'                         | 92           |
| 1963                                                          | Surf City (and Other Swingin' Cities)                 | 32           |
| 1963                                                          | Drag City                                             | 22           |
| 1964                                                          | Dead Man's Curve / The New Girl In School             | 80           |
| 1964                                                          | Ride the Wild Surf                                    | 66           |
| 1964                                                          | The Little Old Lady from Pasadena                     | 40           |
| 1965                                                          | Jan & Dean's Pop Symphony No. 1 (in 12 Hit Movements) | —            |
| 1965                                                          | Folk 'n Roll                                          | 145          |
| 1966                                                          | Jan & Dean Meet Batman                                | —            |
| 1966                                                          | Filet of Soul - A "Live" One                          | 127          |
| 1966                                                          | Popsicle                                              | —            |
| 1966                                                          | Save for a Rainy Day                                  | —            |
| 1968 (in maniera limitata), ufficialmente pubblicato nel 2010 | Carnival of Sound                                     | —            |
| 1986                                                          | Port to Paradise                                      | —            |
| 2017                                                          | Filet Of Soul Redux: The Rejected Master Recordings   | —            |

### Album live
| Anno | Titolo                               | Peak chart positions |
| Anno | Titolo                               | US Billboard         |
| ---- | ------------------------------------ | -------------------- |
| 1965 | Command Performance - Live in Person | 33                   |
| 1982 | One Summer Night / Live              | —                    |

### Raccolte (parziale)
| Anno | Titolo                               | Peak chart positions | Peak chart positions | Peak chart positions |
| Anno | Titolo                               | US Billboard         | NL                   | UK                   |
| ---- | ------------------------------------ | -------------------- | -------------------- | -------------------- |
| 1962 | Jan & Dean's Golden Hits             | —                    | —                    | —                    |
| 1965 | Jan & Dean Golden Hits Volume 2      | 107                  | —                    | —                    |
| 1966 | Jan & Dean Golden Hits, Volume Three | —                    | —                    | —                    |
| 1971 | Jan & Dean Anthology Album           | —                    | —                    | —                    |
| 1973 | Jan & Dean - Stars of The 60s        | —                    | 7                    | —                    |
| 1974 | Gotta Take That One Last Ride        | —                    | —                    | —                    |
| 1979 | Deadman's Curve                      | —                    | —                    | —                    |
| 1980 | The Jan and Dean Story               | —                    | —                    | 67                   |

### Singoli (parziale)
- 1959 - Baby Talk/Jeanette, Get Your Hair Done
- 1959 - There's a Girl/My Heart Sings
- 1959 - Clementine/You're on My Mind
- 1960 - White Tennis Sneakers/Cindy
- 1960 - We Go Together/Rosie Lane
- 1960 - Gee/Such a Good Night for Dreaming
- 1961 - Baggy Pants (Read All About It)/Judy's an Ange
- 1961 - Heart and Soul/Those Words
- 1961 - Heart and Soul/Midsummer Night's Dream
- 1961 - Julie/Don't Fly Away
- 1961 - Wanted, One Girl/Something a Little Bit Different
- 1961 - A Sunday Kind of Love/Poor Little Puppet
- 1962 - Tennessee/Your Heart Has Changed Its Mind
- 1962 - Who Put the Bomp/My Favorite Dream
- 1962 - Frosty (The Snow Man)/She's Still Talking Baby Talk
- 1963 - Surf City/Honolulu Lulu
- 1963 - Linda/When I Learn How to Cry
- 1963 - Surf City/She's My Summer Girl
- 1963 - Honolulu Lulu/Someday (You'll Go Walking By)
- 1963 - Drag City/Schlock Rod (Part 1)
- 1964 - Dead Man's Curve/The New Girl in School
- 1964 - The Little Old Lady (From Pasadena)/My Mighty G. T. O.
- 1964 - Ride the Wild Surf/The Anaheim, Azusa and Cucamonga Sewing Circle, Book Review and Timing Association
- 1964 - Sidewalk Surfin'/When It's Over

### Da solisti
Jan Berry
- Second Wave—One Way 34524 (1997)

Dean Torrence
- Rock 'N' Roll City—Realistic – 51-3009 (1983)
- Anthology: Legendary Masked Surfer Unmasked—Varèse Sarabande 3020663492 (2002)
- The Bamboo Trading Company - From Kitty Hawk To Surf City—Steelsurf 10221 (2013)
- The Teammates— Omnivore (2022)